# اسکناس‌های پرتره سنگاپور

اسکناس‌های ۲، ۱۰ و ۵۰ دلاری مجموعه پرتره

سری اسکناس‌های پرتره چهارمین و جاری مجموعه اسکناس‌هایی است که برای گردش در سنگاپور منتشر می‌شود. اولین بار در ۹ سپتامبر ۱۹۹۹ توسط هیئت کمیسیونرهای ارز، سنگاپور (BCCS) معرفی شد، که از آن زمان پس از ادغام، اداره پولی سنگاپور (MAS) نقش آن را بر عهده گرفت.

## ویژگی
این اسکناس عکس پرتره یوسف بن اسحاق، اولین رئیس‌جمهور سنگاپور است. طراحی ساده شده و ویژگی‌های امنیتی جدیدی معرفی شده است. نسخه‌های پلیمری این سری از تاریخ ۴ می ۲۰۰۴ توسط MAS برای تیراژ عمومی منتشر شد.